# Hampshire
Hampshire este un comitat ceremonial în Anglia.

## Orașe
- Aldershot
- Alton
- Andover
- Basingstoke
- Bishop's Waltham
- Eastleigh
- Fareham
- Farnborough
- Fleet
- Fordingbridge
- Gosport
- Havant
- Lymington
- New Milton
- Petersfield
- Portsmouth
- Ringwood
- Romsey
- Southampton
- Southsea
- Tadley
- Totton and Eling
- Waterlooville
- Winchester
- Yateley

1. ↑   http://data.ordnancesurvey.co.uk/doc/7000000000017765 Lipsește sau este vid: |title= (ajutor)
2. ↑   http://ons.maps.arcgis.com/home/item.html?id=a79de233ad254a6d9f76298e666abb2b Lipsește sau este vid: |title= (ajutor)